# Patricia Riggen
Patricia Riggen (Guadalajara, 2 giugno 1970) è una regista, sceneggiatrice e produttrice cinematografica messicana.

## Biografia
Nata a Guadalajara, Jalisco, si è laureata in scienze della comunicazione e successivamente ha lavorato come giornalista, acquisendo esperienza nella scrittura di documentari. Si trasferisce a New York, dove ha conseguito un Master in regia e sceneggiatura presso la Columbia University. Mentre frequentava la Columbia, ha diretto due cortometraggi che hanno vinto premi in svariati festival cinematografici.
Nel 2007 dirige il suo primo lungometraggio La stessa luna, una co-produzione tra Messico e Stati Uniti interpretato da Adrián Alonso, Kate del Castillo e Eugenio Derbez. Nel 2011 dirige un film Disney per la televisione intitolato Lemonade Mouth. L'anno seguente dirige Eva Mendes, Matthew Modine e Patricia Arquette in Girl in Progress.
Nel 2015 dirige The 33, incentrato sulla storia vera dell'incidente nella miniera di San José. Il film è stato distribuito in Cile nel mese di agosto 2015, in coincidenza con il quinto anniversario del crollo della miniera, e poi distribuito in tutta l'America Latina e negli Stati Uniti. Nel 2016 dirige Miracoli dal cielo, storia a tema cristiano incentrata sulla malattia e la guarigione miracolosa di una giovane ragazza in Texas.

## Filmografia

### Regista
- La milpa (2002) - cortometraggio
- Family Portrait (2014) - cortometraggio documentario
- La stessa luna (La misma luna) (2007)
- Revolución (segmento Lindo y querido) (2010)
- Lemonade Mouth (2011) - film TV
- Girl in Progress (2012)
- The 33 (2015)
- Miracoli dal cielo (Miracles from Heaven) (2016)
- Jack Ryan – serie TV (2018)
- G20 (2025)